# Syzygium hebephyllum
Syzygium hebephyllum là một loài thực vật có hoa trong Họ Đào kim nương. Loài này được Melville miêu tả khoa học đầu tiên năm 1955.